# مجلة الفلسفة الطبيعية والكيمياء والفنون

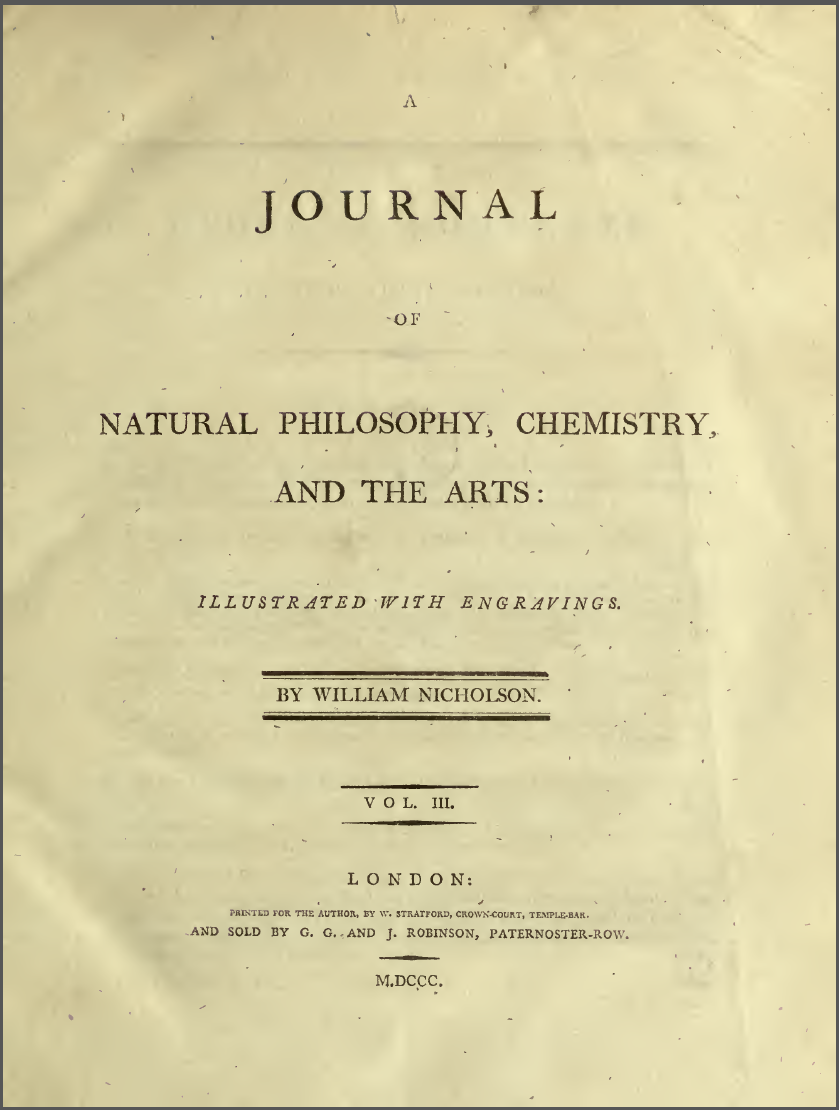
الصفحة الأولى من اصدار المجلة لعام 1799-1800

تُصنف مجلة الفلسفة الطبيعية والكيمياء والفنون، بالإنجليزية: A Journal of Natural Philosophy, Chemistry, and the Arts, المعروفة عمومًا باسم مجلة نيكلسون، أول مجلة علمية شهرية في بريطانيا العظمى. بدأها ويليام نيكلسون عام 1797. وكان محررها حتى اندمجت مع مجلة أخرى في يناير 1814.
امتازت مجلة نيكلسون بأنها تقبل الأوراق البحثية القصيرة، التي يكتبها مؤلفون جدد أو مجهولون، وتُقرر ما إذا كانت ستنشرها بسرعة نسبيًا. وبتلك السمات امتازت مجلة نيكلسون الجديدة عن مجلة المعاملات الفلسفية للمجتمع الملكي العلمية.
مَثّل ذلك النموذج الأقل رسميًة شكلًا جذابًا للغاية لدرجة أنه في العام التالي أي عام (1798) أُطلقت مجلة جديدة مماثلة، وهي مجلة ألكسندر تيلوش الفلسفية. وفي يناير 1813، كانت هناك منافسة أخرى، وهي حوليات الفلسفة لتوماس طومسون.

## مقالات مهمة
- قام نيكولسون وأنتوني كارلايل بتقسيم الماء إلى هيدروجين وأكسجين لأول مرة في عام 1800 ونشروا نتائجهم على الفور في المجلة. استخدموا كومة فولتا (بطارية كهربائية) بمجرد علمهم بها لتحقيق هذا التحليل الكهربائي.[4][6]
- الإعلان عن اكتشاف عنصر البلاديوم في عام 1803. اختار المؤلف يوميات نيكولسون من أجل عدم الكشف عن هويته في البداية، وكشف لاحقًا عن نفسه ليكون ويليام هايد ولاستون.[4]
- نشرت المجلة أول تحليل إيروديناميكي معروف للطائرات الشراعية وتصميمات آلات الطيران ذات الأجنحة الثابتة الأثقل من الهواء، بواسطة جورج كايلي في 1809-1810.[7]

## أعمال النشر
حسب أحد الروايات، بدأ ويليام نيكلسون المجلة واتخذ جميع القرارات التحريرية في «محاولة رائدة وغير مؤكدة» لكسب العيش من نشرها. وشكلّت الإيرادات الاشتراكات فقط. كانت مجلة تيلوك الفلسفية أكثر نجاحًا كمجلة علمية مشهورة من مجلة نيكلسون وفقًا لأحد المصادر، وظهرت مجلة أخرى في عام 1813 (حوليات الفلسفة). أغلق ويليام نيكولسون المجلة، ربما يعود السبب إلأى تلك المنافسة جزئيًا إذ توقفت مجلة نيكلسون ببساطة، وفي النهاية؛ اندمجت في عام 1814 مع المجلة الفلسفية.
«الإعلان» ، بتاريخ 31 ديسمبر 1813 ، في بداية المجلد 42 من المجلة الفلسفية.  تنص على:
«لقد مر ما يقرب من سبعة عشر عامًا منذ أن بدأ السيد نيكلسون مجلة الفلسفة الطبيعية والكيمياء والفنون، وستة عشر عامًا منذ ظهور العدد الأول منها [...]أنه سيكون من الأفضل بالتأكيد أن نتحد، وأن الناتج المشترك لأعمالنا، إذ يجب دمج المراسلات في عمل دوري واحد. [...] سيتوقف إصدار»مجلة الفلسفة الطبيعية والكيمياء والفنون«من الآن فصاعدًا؛ وسيدير ويليام نيكلسون وألكسندر تيلوك»المجلة الفلسفية«، بنفس الطريقة التي تمت بها دائمًا».